# Chețani
Chețani [ceˈt͡sanʲ] (veraltet Murăș-Cheța oder Cheța; ungarisch Maroskece oder Kece) ist eine Gemeinde im Kreis Mureș in der Region Siebenbürgen in Rumänien.

## Geographische Lage

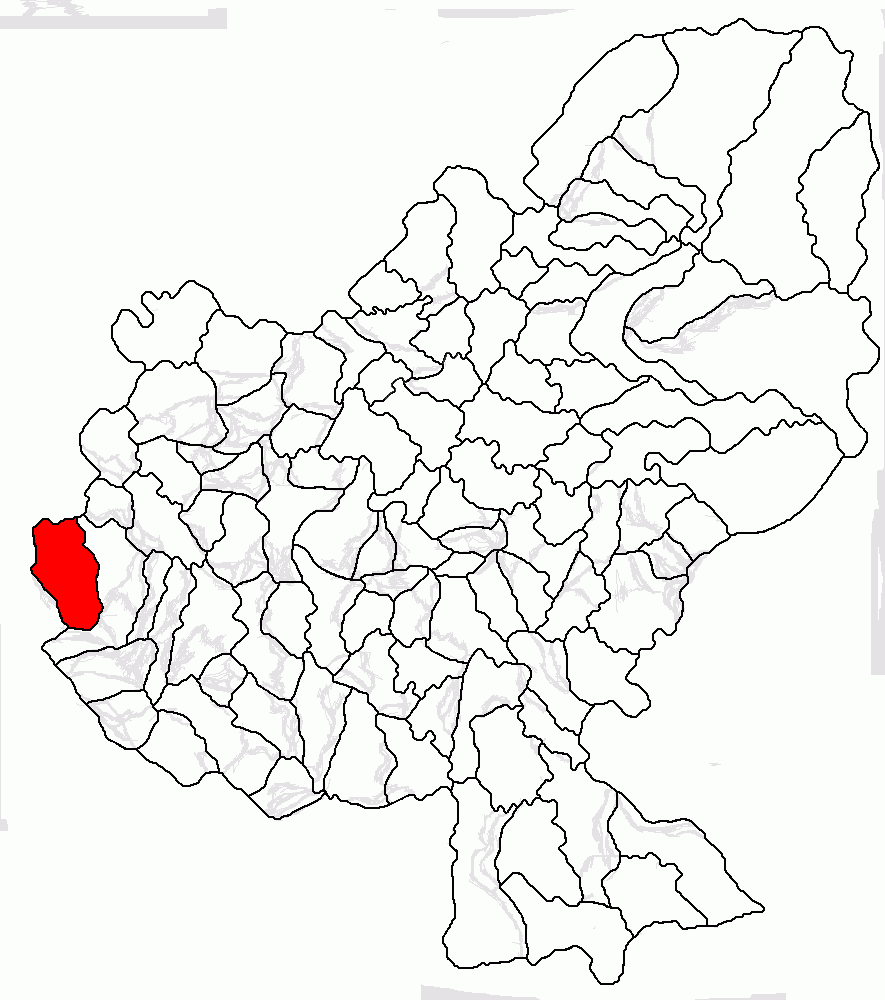
Lage der Gemeinde Chețani im Kreis Mureș

Die Gemeinde Chețani liegt im Siebenbürgischen Becken im Westen des Kreises Mureș. An der Mündung des Baches Chindeni in den Mureș (Mieresch), der Nationalstraße 15 und der Bahnstrecke Alba Iulia–Târgu Mureș, befindet sich der Ort Chețani sieben Kilometer westlich der Kleinstadt Luduș (Ludasch) und etwa 50 Kilometer westlich von der Kreishauptstadt Târgu Mureș (Neumarkt am Mieresch) entfernt.
Etwa drei Kilometer nördlich von Chețani soll die geplante rumänische A3, auch Autostrada Transilvania genannt, verlaufen.

## Geschichte
Der Ort Chețani, im Mittelalter ein rumänisches Hörigendorf des heutigen Dorfes Luncani (Neusatz) der Gemeinde Luna (Lone), wurde nach unterschiedlichen Angaben 1424 oder 1444 erstmals urkundlich erwähnt. Der Ort war ein Gutshof der ungarischen Adelsfamilie Apafi nachträglich der Familie Korda. Das Schloss der Adelsfamilie, in welchem im Mittelalter mehrere siebenbürgische Landtage abgehalten wurden, wurde abgetragen; ist unter der Bezeichnung Cordăteși bekannt.
Auf eine Besiedlung des Gemeindeareals deuten archäologische Funde auf dem Gebiet des Gemeindezentrums in die Römerzeit; im Verzeichnis historischer Denkmäler des Ministeriums für Kultur und nationales Erbe (Ministerul Culturii și Patrimoniului Național) werden Funde der Kupfersteinzeit zugeordnet. Im eingemeindeten Dorf Grindeni (ungarisch Gerendkeresztúr) wurden archäologische Funde der Frühgeschichte und der Jungsteinzeit zugeordnet und in Hădăreni (ungarisch Hadrév) wird eine Römerstraße vermerkt.
Im Königreich Ungarn gehörten die Orte der heutigen Gemeinde dem Stuhlbezirk Marosludas in der Gespanschaft Torda-Aranyos, anschließend dem historischen Kreis Turda und ab 1950 dem heutigen Kreis Mureș an.
Gemäß einer Planung von 2017 sollen bis 2020 auf dem Gebiet der Gemeinde das Trink- und Abwassernetz, eine Kläranlage, etwa sechs Kilometer Straße asphaltiert und ein Medizinisches Zentrum errichtet werden.

## Bevölkerung
Die Bevölkerung der Gemeinde Chețani entwickelte sich wie folgt:
| 1850 | 2.501 | 1.770 | 580 | - | 151 |
| 1920 | 3.209 | 2.451 | 715 | - | 43  |
| 1941 | 4.126 | 3.295 | 784 | 1 | 46  |
| 2002 | 2.889 | 2.352 | 422 | - | 115 |
| 2011 | 2.665 | 2.163 | 347 | - | 155 |
| 2021 | 2.468 | 2.125 | 136 | - | 207 |

Seit 1850 wurde auf dem Gebiet der heutigen Gemeinde die höchste Einwohnerzahl und die der Rumänen 1941 ermittelt. Die höchste Anzahl der Magyaren (885) wurde 1910, der Roma (151) 1850 und die der Rumäniendeutschen (13) 1890 registriert.

## Sehenswürdigkeiten
- Im Gemeindezentrum die Holzkirche Sf. Arhanghel și Gavril (Erzengel Michael und Gabriel) im 18. Jahrhundert errichtet, 1967 erneuert, ist eine griechisch-katholische Kirche[9] und steht unter Denkmalschutz.[6]
- Im eingemeindeten Dorf Grindeni die griechisch-katholische Holzkirche Sfinții Arhangheli, Sfântul Ioan Botezătorul oder auch Sfântul Vasile cel Mare, nach unterschiedlichen Angaben im 18. Jahrhundert oder 1865[10] errichtet, steht unter Denkmalschutz.[6]
- Im eingemeindeten Dorf Hădăreni die orthodoxe Kirche Sf. Arhanghel și Gavril 1910 errichtet[11] und die reformierte Kirche im 16. Jahrhundert errichtet, war ursprünglich eine römisch-katholische Kirche.[12]

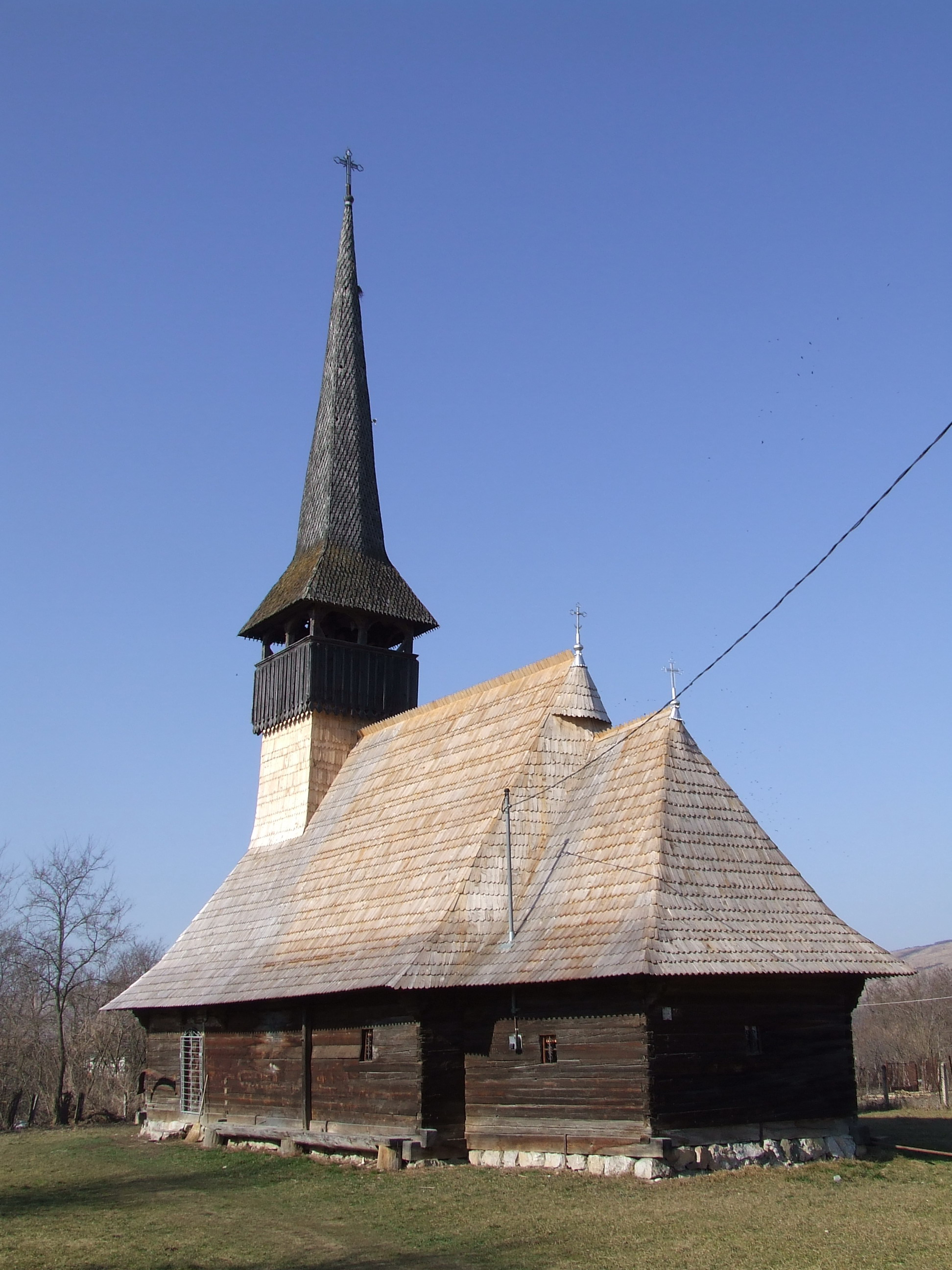
Holzkirche in Chețani
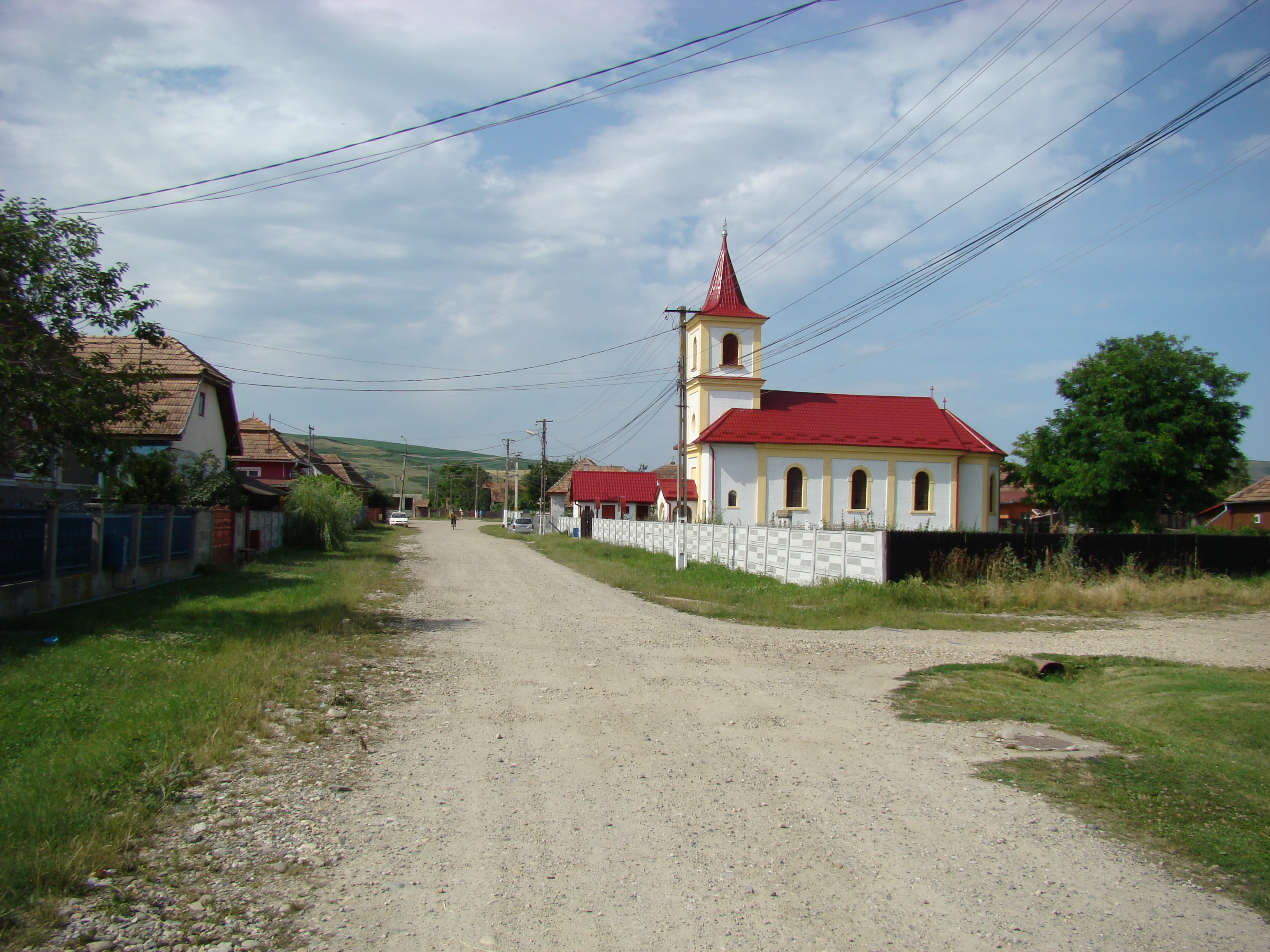
Orthodoxe Kirche in Chețani
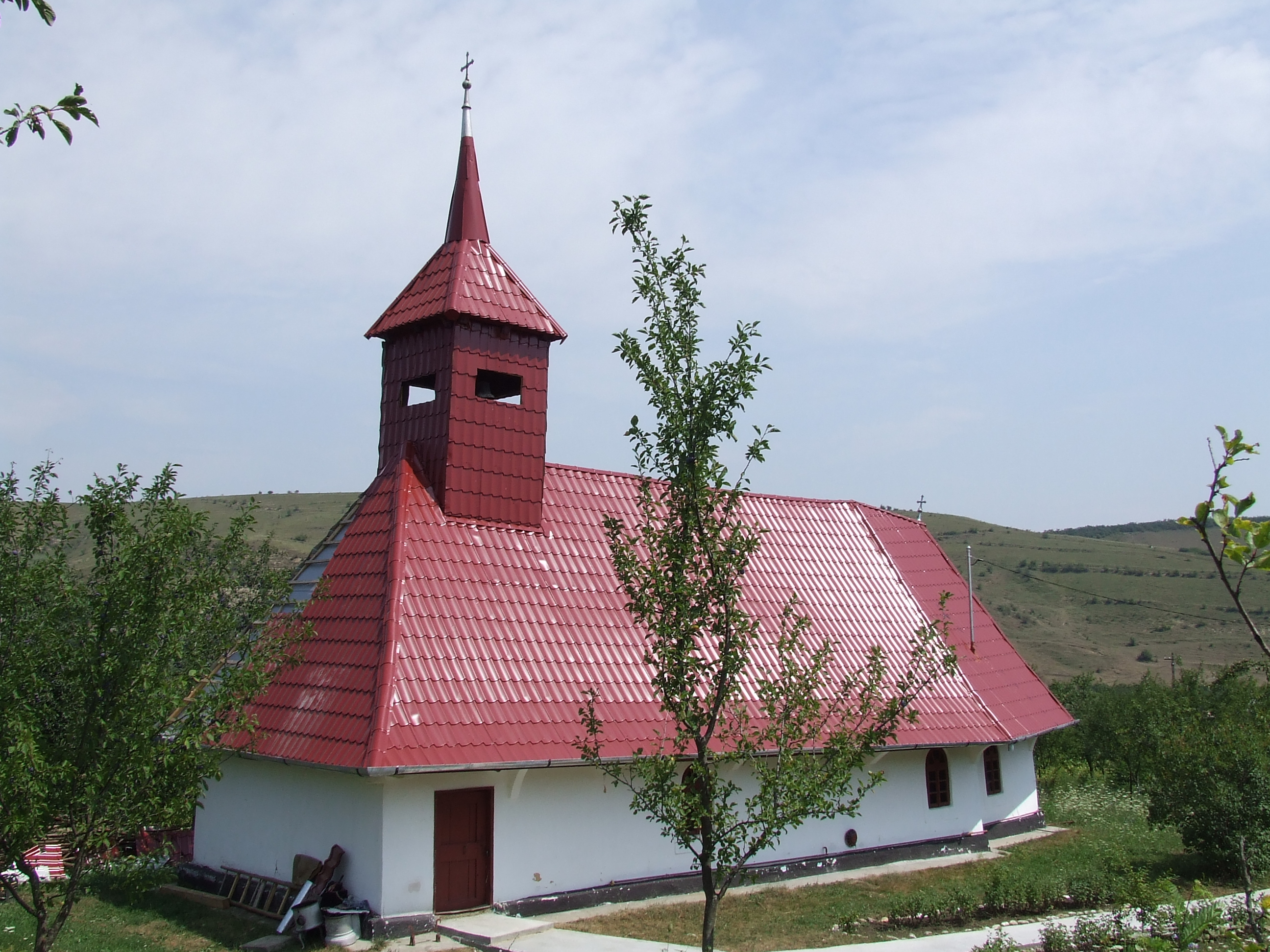
Holzkirche in Grindeni
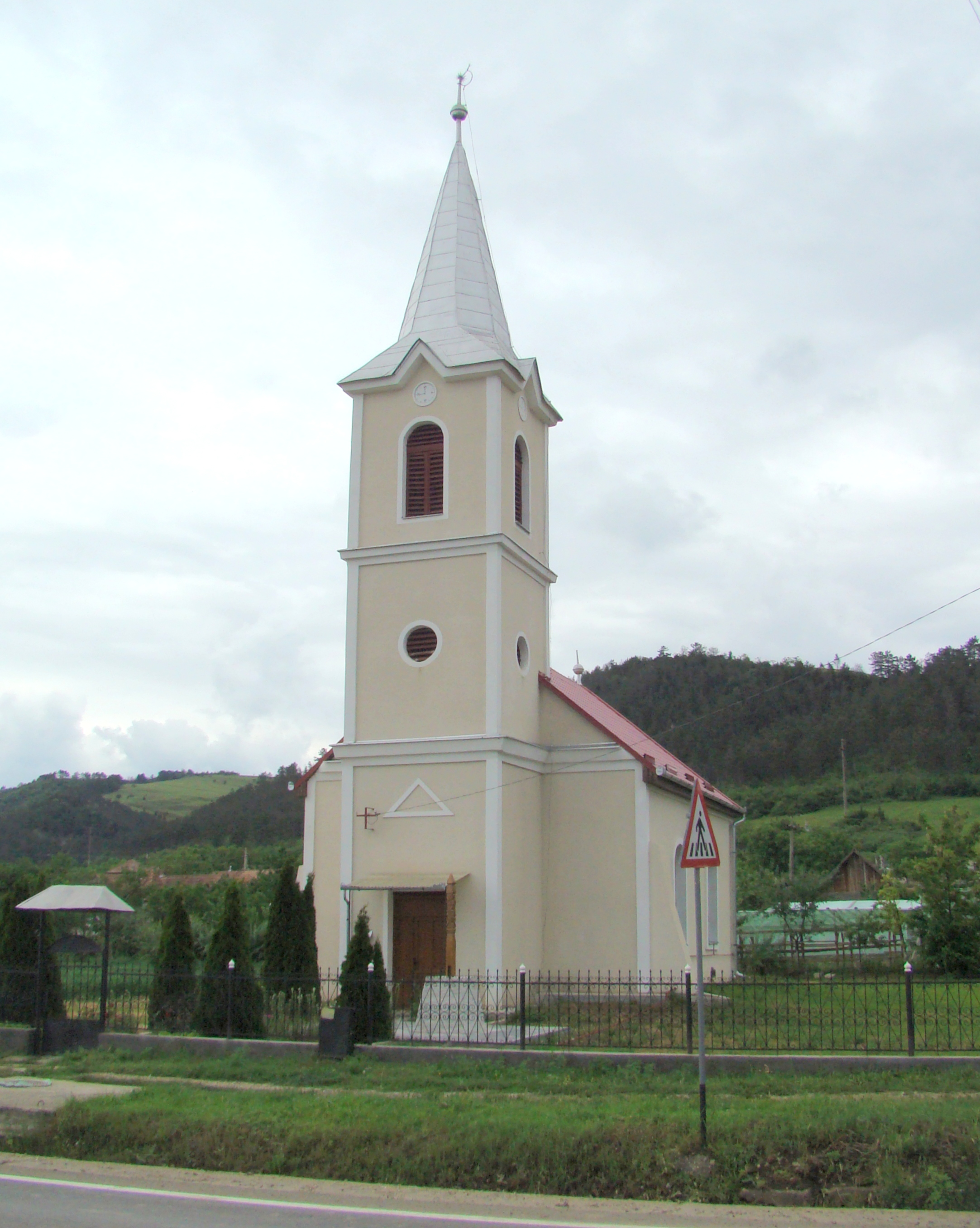
Reformierte Kirche in Hădăreni
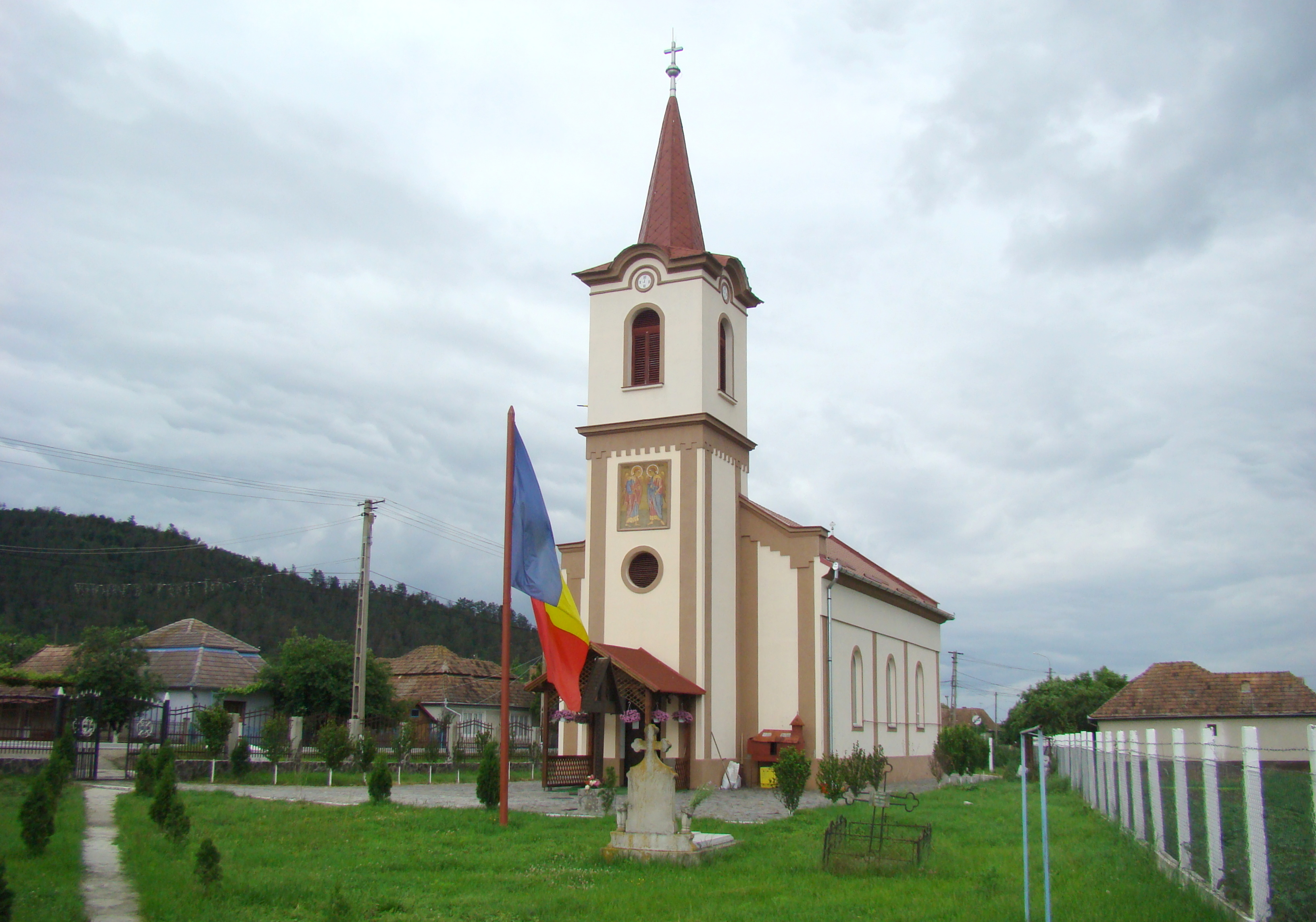
Orthodoxe Kirche in Hădăreni